# Sprache im technischen Zeitalter
Sprache im technischen Zeitalter (abgekürzt Spr.i.t.Z) ist eine 1961 von dem Autor und Literaturwissenschaftler Walter Höllerer gegründete Literaturzeitschrift, die ihren Redaktionssitz seit Mitte der 1970er Jahre am Literarischen Colloquium Berlin (LCB) hat. Die Redaktion besteht seit Heft 250 (2024) aus Thorsten Dönges und Inga Niemann.

## Charakteristik
Den Titel der Zeitschrift hat Walter Höllerer im Vorwort zum ersten Heft so erläutert:

„Nicht einer ‚Sprache der Technik‘ wird hier das Wort geredet, noch soll die Sprache auf ihre zählbaren, mechanischen Gesetzmäßigkeiten zurückgeführt werden, sondern der notwendige Gebrauch und Widerstand der Sprache in einem durch die Technik beeinflussten Jahrhundert ist zu untersuchen.“

Charakteristisch für die Spr.i.t.Z. ist heute die Verbindung von literarischen Originaltexten mit theoretischen und literaturwissenschaftlichen Beiträgen sowie Essays und Interviews.

### Themen und Autoren
Ein besonderes Anliegen der Redaktion ist die Vermittlung zeitgenössischer Lyrik, der seit den 1990er Jahren in jedem Heft mit Auf Tritt Die Poesie eine eigene Rubrik gewidmet ist. Auch werden in der Spr.i.t.Z. inzwischen regelmäßig Projekte und Werkstätten des Literarischen Colloquium Berlin dokumentiert, u. a. die Berliner Autorenwerkstatt Prosa (regelmäßig im Frühjahrsheft), Step-Text. Literatur und Tanz (Nr. 216, 1/20216) oder Parataxen - Puerto Berlin (Nr. 223, 3/2017).
Seit dem ersten Heft waren deutschsprachige und internationale Autoren vertreten, seit den 1980er Jahren auch einige Gäste des Berliner Künstlerprogramm des DAAD. Erkennbare Schwerpunkte liegen bei Autoren aus Ostmitteleuropa und aus dem anglo-amerikanischen Sprachraum. Heute sind u. a. Marcel Beyer, Katja Lange-Müller, Ingo Schulze, Volker Sielaff, Lutz Seiler, Judith Hermann und Burkhard Spinnen häufiger in der Zeitschrift vertreten.

### Gestaltung und Erscheinungsweise
Die grafische Gestaltung knüpft seit den 1990er Jahren bewusst an das betont sachlich-ruhige Erscheinungsbild der ersten Jahrgänge an, prägend sind seit 1977 die grundsätzlich in Schwarz-Weiß wiedergegebenen Autorenporträts, meist von der Fotografin Renate von Mangoldt stammend.
Sprache im technischen Zeitalter erscheint seit Gründung viermal im Jahr, die Hefte werden fortlaufend seit Nr. 1 gezählt. Seit 2002 werden zusätzlich in unregelmäßiger Folge Sonderhefte publiziert, etwa zum europäischen Schriftstelleraustausch Literarisches Tandem in Kooperation mit der Stiftung Brandenburger Tor (2005: „Offenbar Europa“, 2008: „Sehnsuchtsort Berlin“, 2011: „Abschied zuerst“ und 2014: „Im Grunde wie wir“).

## Geschichte

### 1961–1980
1959 wurde Walter Höllerer als Nachfolger von Paul Altenberg Professor an der Technischen Universität Berlin. In der Folge richtete er die humanistische Fakultät mit der Gründung des Instituts für Sprache im technischen Zeitalter programmatisch nach dem Vorbild des Massachusetts Institute of Technology neu aus. Teil dieser Neuausrichtung waren die besonders in den 1960er Jahren sehr populären und zum Teil vom SFB übertragenen Lesereihen zur Gegenwartsliteratur der TU, etwa im Wintersemester 1961/62 die Reihe Literatur im technischen Zeitalter mit Autorinnen und Autoren wie Ingeborg Bachmann, Witold Gombrowicz, John Dos Passos oder Henry Miller, sowie im Jahr des Mauerbaus, 1961, die Gründung der in den Anfangsjahren eng an Höllerers Institut angebundenen Zeitschrift Sprache im technischen Zeitalter. Dabei sollte die Zeitschrift zunächst nur als wissenschaftliche Ergänzung zur 1953 ebenfalls von Walter Höllerer gegründeten Literaturzeitschrift Akzente dienen. Entsprechend gliederte sich die Zeitschrift zunächst in die vier Rubriken I. Analyse (wissenschaftliche Untersuchungen zu Fachsprachen), II. Massenmedien, III. Buch und Leser (Besprechungen zu Buchhandlungen, Verlagen, Zeitschriften und Preisen) sowie IV. Literaturkritik. Diese Aufteilung wurde schon in den ersten Jahrgängen nicht streng durchgehalten, sodass nicht alle Rubriken in jeder Ausgabe erschienen, und zudem auch regelmäßig durch Sonderhefte – etwa zu den Berliner Kritiker-Colloquien 1963 (Nr. 9–10/1964) und 1965 (Nr. 17–18/1966), zur Konkreten Poesie (Nr. 15/1965) oder der Rolle des Wortes im Film (Nr. 13/1965) – unterbrochen.
Zu den Beitragenden der frühen Jahre zählten u. a. Paul Lorenzen, Karl Riha, Friedrich Knilli, Werner Betz, Franz Mon, Hilde Spiel, Hermann Wein, Walter Widmer, Günter Grass, Marcel Reich-Ranicki, Reinhard Lettau, Alfred Andersch und Heinz Zemanek. Auch wichtige literarische Diskurse in den 1960er Jahren wie der Streit um die Gruppe 47 (Kunst und Elend der Schmährede. Zum Streit um die Gruppe 47, Sonderheft, Nr. 20, 1966) oder der Zürcher Literaturstreit (u. a. Nr. 22, 1967) wurden von der Zeitschrift begleitet.

Im Jahr 1973 wurde Norbert Miller, damals Professor für deutsche Philologie und vergleichende Literaturwissenschaft an der TU Berlin und bereits von Beginn an Redakteur der Zeitschrift, neben Höllerer zum zweiten Herausgeber. In der Folge modernisierte sich auch die Gestaltung der Hefte. Schon seit Beginn der 1970er Jahre wurde die Einteilung in vier Rubriken weniger streng gehandhabt und wich zunehmend Themenheften, zu denen vermehrt auch Schriftstellerinnen und Schriftsteller beitrugen. Die Programmatik dieser Jahre umriss die Redaktion mit dem Satz: 
„Den Kontroversen werden wir nicht ausweichen, – wir werden sie austragen“ (Nr. 49, 1974).

### 1980–1992
Lag der Fokus der Sprache im technischen Zeitalter bis etwa Mitte der 1970er Jahre ganz auf Linguistik und Literaturkritik, ergänzte nun die 40-seitige Beilage Literatur im technischen Zeitalter (kurz L.i.t.Z.) das Heft.

„Die Spritz begann erst dann, sich der Primärliteratur zu widmen, als sich woanders kaum einer mehr dafür interessierte. Das war Anfang der achtziger Jahre.“

Ebenfalls in den 1980er Jahren begann die Zusammenarbeit mit dem Berliner Künstlerprogramm des DAAD – dessen Leiter von 1978–1986, Wieland Schmied, trat ab 1984 zugleich als Co-Herausgeber der Literaturbeilage auf. Immer mehr wurden Spr.i.t.Z. und L.i.t.Z. dadurch zu wichtigen Schnittpunkten des Literarischen Colloquiums, in dessen Hausverlag beide Publikationen seit 1977 erschienen, zum einen zu internationalen wie deutschsprachigen Autorinnen und Autoren, zum anderen aber auch zu den anderen Institutionen des literarischen Feldes. Im Laufe der 1980er Jahre wurden vermehrt  Programmschwerpunkte des LCB in der Zeitschrift dokumentiert, etwa mit „Braucht die Literatur den Staat?“ (Nr. 77, 1981).
Wenige Wochen vor dem Fall der Berliner Mauer erschien mit „Die Kommenden? Deutschsprachige Literatur der Mauerrisse“ (Nr. 111, 1989, bis Nr. 114, 1990) einige Ausgaben, die „den literarischen Aufbruch der damals Dreißigjährigen, eine neue Sprachbewegung junger Schriftsteller, die die zementierten Ost-Welt-Verhältnisse zum Tanzen bringen sollte“, (Michael Braun) in 16 Geschichten abbildete.

### 1992–2024
Ab 1992 ergänzte Joachim Sartorius das Herausgeberteam. Im selben Jahr wurde die Zweiteilung der Zeitschrift aufgegeben und der Schwerpunkt auf deutschsprachige Gegenwartsliteratur und internationale Literatur in Übersetzung verlagert.
Nach dem Erscheinen von Heft Nr. 140, dem letzten Heft des Jahrgangs 1996, gab der Aufbau-Verlag, in dem die Zeitschrift inzwischen erschien, überraschend deren Einstellung bekannt. Das starke Medienecho führte jedoch dazu, dass sich andere Verlage um die Weiterführung bewarben; Höllerer und seine Mitarbeiter entschieden sich schließlich im Sommer 1997 für den SH-Verlag.
Seit 2002 erschienen verschiedene Sonderausgaben, etwa „Positionen der Literaturkritik“ (2002) oder „Souveräne Brückenbauer. 60 Jahre Verband der Literaturübersetzer“ (2014).

### Seit 2024
Heft Nr. 249 war die letzte Ausgabe, für die Thomas Geiger als Redakteur verantwortlich war. Ab Heft Nr. 250 übernahmen Inga Niemann und Thorsten Dönges die Redaktion. Die neueren Hefte beschäftigen sich u. a. mit der literarischen Vielfalt Irlands (250/2024) oder Coming-Out-Erzählungen (252/2025). Einen Sonderfall stellt die Ausgabe 251 dar, die einmalig unter dem Titel Sprache im digitalen Zeitalter erschien und sich auch im Erscheinungsbild von den anderen Ausgaben abhob.

## Verlage
- Kohlhammer Verlag (1961–1976)
- Verlag des Literarischen Colloquium Berlin (1977–1992)
- Rütten & Loening (1993)
- Aufbau-Verlag (1994–1996)
- SH-Verlag (1997–2012)
- Böhlau Verlag / Vandenhoeck & Ruprecht / Brill (seit 2013)

## Ausgaben
Liste der Ausgaben der Zeitschrift „Sprache im technischen Zeitalter“

## Auszeichnungen
Im Juli 2006 erhielt die Sprache im technischen Zeitalter den Calwer Hermann-Hesse-Preis. In der Jurybegründung zur Preisverleihung heißt es:

„Sprache im technischen Zeitalter hat sich seit den frühen neunziger Jahren zu einem führenden Forum für die deutschsprachige und internationale Gegenwartsliteratur entwickelt. Die Diskussionen zwischen Ost und West und die Veränderungen des literarischen Lebens und Produzierens spiegeln sich auf ihren Seiten in eindrücklicher Weise wider. Der sperrige Titel der Zeitschrift erweist stets aufs Neue seine trotzige Aktualität. Die Zeitschrift ist ungeachtet der schwierigen finanziellen und institutionellen Bedingungen im Literaturbetrieb und trotz Verlagswechsel unbeirrt von Moden und im besten Sinne konservativ geblieben: Die Zeitschrift bewahrt die Kultur der literarischen Diskussion und öffnet ihre Tür zugleich weit für junge Autorinnen und Autoren einer neuen Generation.“

## Archiv
Seit 2016 beherbergt das Literaturarchiv Sulzbach-Rosenberg das Archiv des 1963 von Walter Höllerer gegründeten Literarischen Colloquium Berlin, das auch alle erschienenen Ausgaben der Sprache im technischen Zeitalter umfasst.

## Herausgeber und Redaktion
Seit Höllerers Tod 2003 führten seine Mitherausgeber Norbert Miller und Joachim Sartorius die Zeitschrift zu zweit fort. Seit 2014 fungierte auch der ehemalige Chefredakteur Thomas Geiger als Herausgeber.
| Herausgeber                           | Redaktion                    |
| ------------------------------------- | ---------------------------- |
| Walter Höllerer (1961–2003)           | Norbert Miller (1961–1973)   |
| Norbert Miller (seit 1973)            | Detlef Krumme (1974–1984)    |
| Wieland Schmied (L.i.t.Z., 1984–1992) | Wolfgang Trautwein (1984)    |
| Joachim Sartorius (seit 1992)         | Gerald Biesinger (1985–1986) |
| Thomas Geiger (seit 2014)             | Ulrich Janetzki (1985–1986)  |
|                                       | Wolfgang Rath (1985–1995)    |
|                                       | Lutz Zimmermann (1987–1992)  |
|                                       | Wilfried Ihrig (1988–1995)   |
|                                       | Thomas Geiger (1992–2024)    |
|                                       | Dieter Stolz (1996–2005)     |
|                                       | Thorsten Dönges (seit 2005)  |
|                                       | Vincent Sauer (2020–2024)    |
|                                       | Inga Niemann (seit 2024)     |